# 세가 새턴

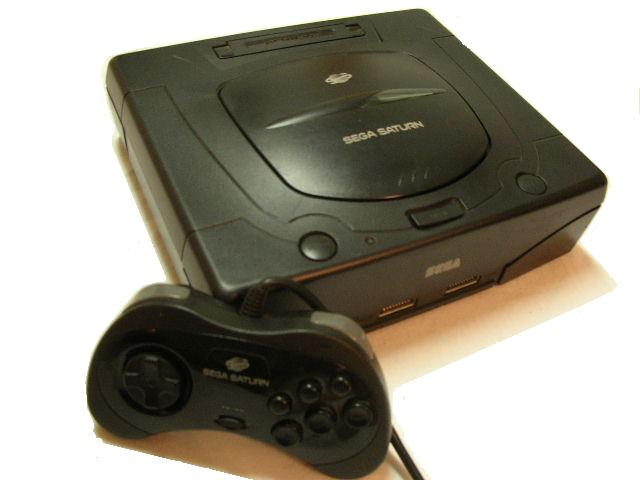
세가 새턴

세가 새턴은 세가가 발매한 가정용 비디오 게임기이다. 일본에서 1994년 11월 22일 처음 출시되었고 북미 지역에서는 1995년 5월 11일, 유럽에서 1995년 7월 8일 발매되었다. 5세대 비디오 게임기 시대 제품으로 메가 드라이브의 후속기기이다. 저장매체로 CD-ROM을 사용하며 중앙처리장치 2개와 프로세서 8개를 탑재했다.
세가 새턴은 1992년, 3차원 그래픽을 사용한 아케이드 기판 모델 1이 출시된 해부터 개발이 시작됐다. 일본 전자기업 히타치가 개발한 CPU를 중심으로 설계됐다. 1994년 초, 소니가 예고한 기기 플레이스테이션에 대항하기 위해 비디오 디스플레이 프로세서를 기본 설계에 추가했다.
새턴은 초기 일본에서는 성공적이었으나 미국에서는 준비가 부족한 상태에서 급작스럽게 4개월 앞당겨 1995년 5월에 출시해 판매성적이 저조했다. 1996년 말 닌텐도 64가 시장에 나타나자 미국에서 급격히 점유율을 상실했으며 1998년에 미국에서 지원중단됐다. 전세계 누적 출하량은 약 956만대로 상업적 실패로 남았다. 후속기기로 1998년 드림캐스트가 있다.
세가 새턴에서 《나이츠 인투 드림즈》, 《팬저 드라군》, 《버추어 파이터》 시리즈 등이 호평을 받았으나 기기에 대해선 복잡한 설계와 저조한 서드파티 지원으로 호불호가 갈리는 엇갈린 평가를 받았다. 후향적 관점에서 당시 세가 임원진은 사내마찰로 세가 새턴의 흥행을 방해한 주요원인으로 비난받는다.

## 개요
메가 드라이브까지의 앞세대 기종 호환 노선을 중단하고 새롭게 구성, 개발되었다. 또 개발에 관련된 JVC의 v-새턴과 히타치 제작소의 HI-새턴이라는 호환 기종이 발매되었다.
발매 후 2, 3년에 걸쳐 플레이스테이션과 경쟁하면서 가격 인하를 반복했지만, 사용되는 칩이 많은 등의 이유로 설계상 가격 인하가 어려워 결국 새턴의 적자 판매가 이어졌다. 그리고 한창 1위를 다투던 벌이던 두 기종의 싸움은 하드웨어적인 한계로 싸움은 결국 PS의 승리로 끝이 났다.

## 하드웨어 사양
- CPU: 히타치 SuperH-2 2개 (개당 25MIPS 속도로 동작)
- 메모리: BIOS ROM 2MB, 메인램 2MB (SDRAM 1MB + DRAM 1MB), VRAM 1.5MB, 사운드 버퍼 512KB, CD-ROM 캐시 메모리 512KB, SRAM 32KB(게임 저장 카트리지가 없는경우, 이 메모리에 게임이 저장된다.)
- 비디오 프로세서: 세가 커스텀 VDP1 (메인 비디오 처리), VDP2 (배경 처리)
- 사운드 프로세서: 세가 커스텀 사운드 프로세서 (SCSP). 모토롤라 MC68EC000 프로세서가 사운드 프로세서를 제어한다.
- CD 드라이브: 인텔리전트 2배속 CD-ROM (주로 JVC가 제조한 것이 사용된다. 다만 가끔씩 히타치나 산요에서 제작한 모델이 보이기도 한다.)

## 대한민국에서의 발매
대한민국에는 삼성전자에서 정식 라이선스를 받아 1995년 9월 2일에 삼성의 브랜드를 붙인 삼성 새턴이라는 이름으로 발매되었다. 북미 지역에 발매된 새턴을 기반으로 발매되었고, 본체 시스템은 V-새턴과 Hi-새턴의 부품이 혼합되어 사용되었다. 대한민국에 발매된 새턴은 국가 코드가 북미 지역이기 때문에, 초기 출시 당시에는 타 국가의 코드를 가진 새턴의 소프트웨어가 호환되지 않고, 이 때문에 발매 후에 삼성전자에서는 정식으로 다른 국가 코드를 가진 새턴 게임 소프트웨어가 실행될 수 있도록 S Key라 불리는 확장 슬롯에 장착되는 카트리지를 발매하였다. 이후 1996년 12월에 삼성전자가 게임기 사업을 철수함에 따라 1997년 9월부터 카마 엔터테인먼트에서 KDS 새턴으로 재출시하였다. KDS 새턴은 국가 코드가 일본이므로 일본 현지에 발매된 게임을 컨버터가 필요 없어도 즐길 수 있다. 하지만 한국에 정식 발매된 삼성 새턴의 경우는 국가 코드 때문에 일본현지에 발매된 게임을 즐기려면 컨버터가 필요하고 또 이 까닭에 확장 램을 이용하는 게임(대표적으로 킹 오브 파이터즈 시리즈, MVS 시리즈 등)을 즐기기가 어렵다.
(국가코드 개조를 하거나 EMS 4MB 램팩으로 해결가능하다.)

## 여담
- 해당 콘솔의 소프트웨어에는 덕(Duck) 사와 트루모션(TRUEMOTION)(덕 사 소속)의 로고가 함께 자주 등장한다.
- 메가 드라이브와의 판매 내역까지로 퇴보하였던 남코와 일본 텔레넷, 소니는 세가 새턴의 게임 소프트웨어를 출시하지 않았다. 반면, 산쿄 피버 실기 시뮬레이션 S Vol.2(개발, 판매 : TEN 연구소)라는 세가 새턴의 게임에서 피스톨 다이묘의 모험이라는 남코의 슈팅 게임을 원작으로 하는 CR 피버 피스톨 다이묘라는 파칭코로만 남코의 흔적을 엿볼 수 있다.
- FEEL의 멤버로서 마법기사 레이어스 게임 CM에서 호우오우지 후우 역으로 출연, '맡겨다오 퇴마업(세이버즈)'라는 게임에 주연 출연하였다는 치바 사에코가 사쿠라 대전 때문에 성우로 전업하면서 꿈을 이루게 되었다는 일종의 계기물로 지정되었다.
- Rusty Nail(X JAPAN의 싱글)의 또 다른 싱글 CD로는 바로 세가 새턴 게임 중으로의 'X JAPAN 버추얼 쇼크 001'로 출시하였다.
- 세가 새턴 게임 중으로의 '기동전사 건담 외전 총 3편' 부터 새롭게 출현하는 유우 카지마 출시 이후부터로도 배역 성우가 없다., 님버스 슈타젠 등이라는 주요 인물들과 블루 데스티니 1~3호기, 이프리트~이프리트 개 라는 모빌 슈트(MS)들이 역대 건담 리스트로 파생하였다.
- 허드슨 소프트는 닛폰 TV 버라이어티 프로그램 '전파소년'의 관련 게임 중에서 해당 콘솔로부터 최초 출시되어야 할 '전파소년적 게임'을 프로그램 내부용과 편의점용으로 분류발매하였으며 2탄은 해당 콘솔의 비매품용, 이후로는 '전파소년적 현상생활 나스비의 방'윈도우 95의 게임으로부터 원본으로 발매하였다이라는 드림캐스트의 게임으로 존속발매하였다.
- '신세기 에반게리온'의 관련 소프트들을 해당 콘솔부터 최초로 발매하며 5종류의 소프트로 출시하였다.
- 해당 콘솔의 소프트부터 발매하였던 '슈퍼로봇대전 F'(성우들의 제작 참여로도 추가되는 제4차 슈퍼로봇대전의 리메이크 작품) DC 전쟁 시리즈에 속하는 해당 작품에는 '신기동전기 건담 W'의 기체들이 SD 형태로 처음 등장하였다. 부터 최초로 등장하는 '신세기 에반게리온', '전설거신 이데온', '톱을 노려라!'의 기체들을 추가하였다.
- 해당 콘솔의 소프트부터 발매하였던 '슈퍼로봇대전 F 완결편'부터 최초로 등장하는 '신기동전기 건담 W Endless Waltz'의 윙건담 제로 커스텀과 톨기스 III를 추가, 그리고 마징카이저로만 오리지널하게 추가하였다.

## 같이 보기
- 세가타 산시로: 판매 광고에 등장한 캐릭터
- 이세계 삼촌

### 내용주
1. ↑  영어: Sega Saturn, 일본어: セガサターン